# Fehraltorf
Fehraltorf is een gemeente en plaats in het Zwitserse kanton Zürich, en maakt deel uit van het district Pfäffikon.
Fehraltorf telt 4952 inwoners.